# Арванген
Арванген (нем. Aarwangen) — коммуна в Швейцарии, окружной центр, находится в кантоне Берн.
Входит в состав округа Арванген. Население составляет 4145 человек (на 31 декабря 2006 года). Официальный код — 0321.

## История

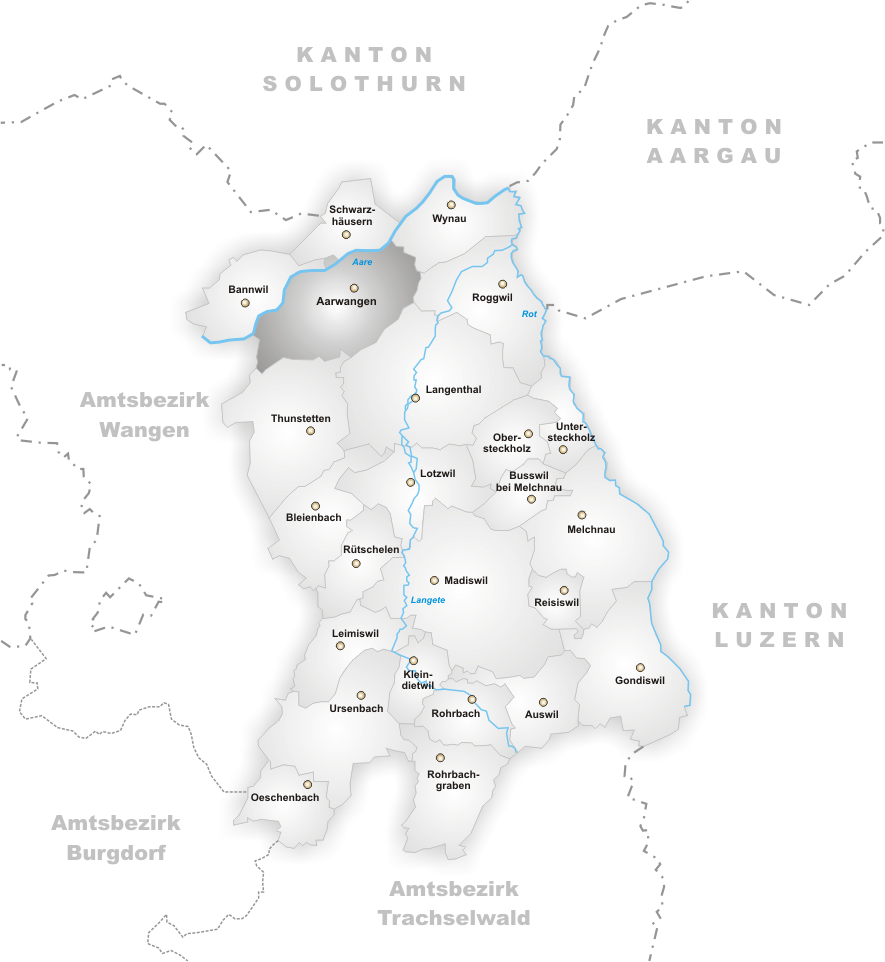
Карта коммуны Аарванген

Многочисленные археологические раскопки свидетельствуют о том, что земля, где сейчас находится Аарванген, была заселена ещё в эпоху неолита. Пребывание в прошлом на этой территории римлян подтверждено найденными римскими монетами, датируемыми III—IV вв. н. э., а также развалинами стен римской сторожевой башни эпохи поздней античности.
Коммуна Арванген обязана своим возникновением расположению на одном из торговых путей и, прежде всего, реке Аре, которая вплоть до появления дорожного движения и поездов в XVIII веке была основным путём сообщения. Арванген был перевалочным пунктом для товаров, перевозимых из Лангенталя через Бальсталь в Базель.
Первое письменное упоминание поселения Арванген относится к 1212 году, которое находилось недалеко от пашней монастыря Св. Урбана. После сооружения моста через реку Аре и водного замка в XIII веке Арванген стал таможенным пунктом (ок. 1313 года) и крупным торговым поселением, тем не менее, у него не было городских прав. Поселение Арванген в прошлом принадлежало рыцарям Арвангским. Герб коммуны, состоящий из чёрного и серебряного цветов, появился ещё в XIII—XIV веках. С 1341 года Арванген — деревня и владение господ Грюненбергских, которые в свою очередь были вассалами Габсбургов. В это время росла численность населения и экономическая мощь Берна. В 1432 году Грюненберги были вынуждены уступить и продать Берну владение Арванген. Вскоре в поселении был построен замок Арванген, который существовал до 1798 года и был резиденцией наместников (в целом их было 75 человек). После административной реформы в 1803 году Арванген стал окружным центром одноимённого округа. В 1439 году жители Арвангена были освобождены от крепостной зависимости. Согласно праву рыночной торговли с 1468 по 1478 года Арванген был единственным местом в Швейцарии, который обладал привилегией торговли солью, железом и сукном (позже из-за отдалённости от основных рынков сбыта он был лишён этих привилегий). В дальнейшем Арванген был пристанью для кораблей, перевозивших вино и зерно, а также перевалочным пунктом для лесосплава. В XIX веке население занималось шелкопрядением и ремеслом. До начала второй мировой войны Арванген был маленьким сельским поселением, известным во многом благодаря производимому здесь сыру.